# Dasybasis vespiformis
Dasybasis vespiformis är en tvåvingeart som först beskrevs av Ferguson och Henry 1920.  Dasybasis vespiformis ingår i släktet Dasybasis och familjen bromsar. Inga underarter finns listade i Catalogue of Life.